# Cratere Manannán
Manannán  è un cratere sulla superficie di Europa.